# Босио, Рори
Рори Босио (англ. Rory Bosio; 13 августа 1984) — американская бегунья на ультрамарафонские дистанции. Она специализируется на дистанциях длиннее марафона, и выиграла такие забеги, как Монблан Ультратрейл в 2013 и 2014, а также Lavaredo Ultra-Trail в 2014.
На данный момент Рори Босио работает медсестрой в детском отделении интенсивной терапии города Траки, Калифорния. Она выросла в Траки, училась в средней школе North Tahoe, где пробежала свой первый забег на 1 милю в возрасте 8 лет. В 8-м классе она выиграла местный чемпионат по бегу по пересеченной местности. Также она ходила в походы и занималась альпинизмом в горах Сьерра-Невада. В 2007 закончила Калифорнийский университет в Дейвисе.
В 2015 Босио провела 10 месяцев на съемках 3-го сезона документального сериала Boundless 
для канала Travel + Escape и Esquire Network. Она спонсируется фирмами The North Face и CamelBak.

## Результаты
| Год  | Место | Пробег                               |
| ---- | ----- | ------------------------------------ |
| 2007 | 1-е   | Silver State 50/50                   |
| 2010 | 4-е   | Вестерн Стейтс                       |
| 2011 | 5-е   | Вестерн Стейтс                       |
| 2012 | 2-е   | Вестерн Стейтс                       |
| 2012 | 1-е   | Mt Mitchell Challenge 40 mile        |
| 2013 | 2-е   | Way Too Cool 50K Endurance Run       |
| 2013 | 1-е   | Монблан Ультратрейл, 7th in general. |
| 2014 | 1-е   | Lavaredo Ultra-Trail                 |
| 2014 | 1-е   | Монблан Ультратрейл                  |
| 2014 | 9-е   | Ultra-Trail World Tour 2014          |
| 2015 | 1-е   | Atacama Extreme 100 Miles            |
| 2016 | 14-е  | Lavaredo Ultra Trail                 |
| 2016 | 1-е   | North Face Challenge, Юта            |